# Хроника Айоны
Хроника Айоны — несохранившийся раннесредневековый источник, предположительно, описывавший историю северной части Британии с VI века по 740-е годы; названа по месту своего возможного создания — находившемуся на острове Айона одноимённому монастырю.

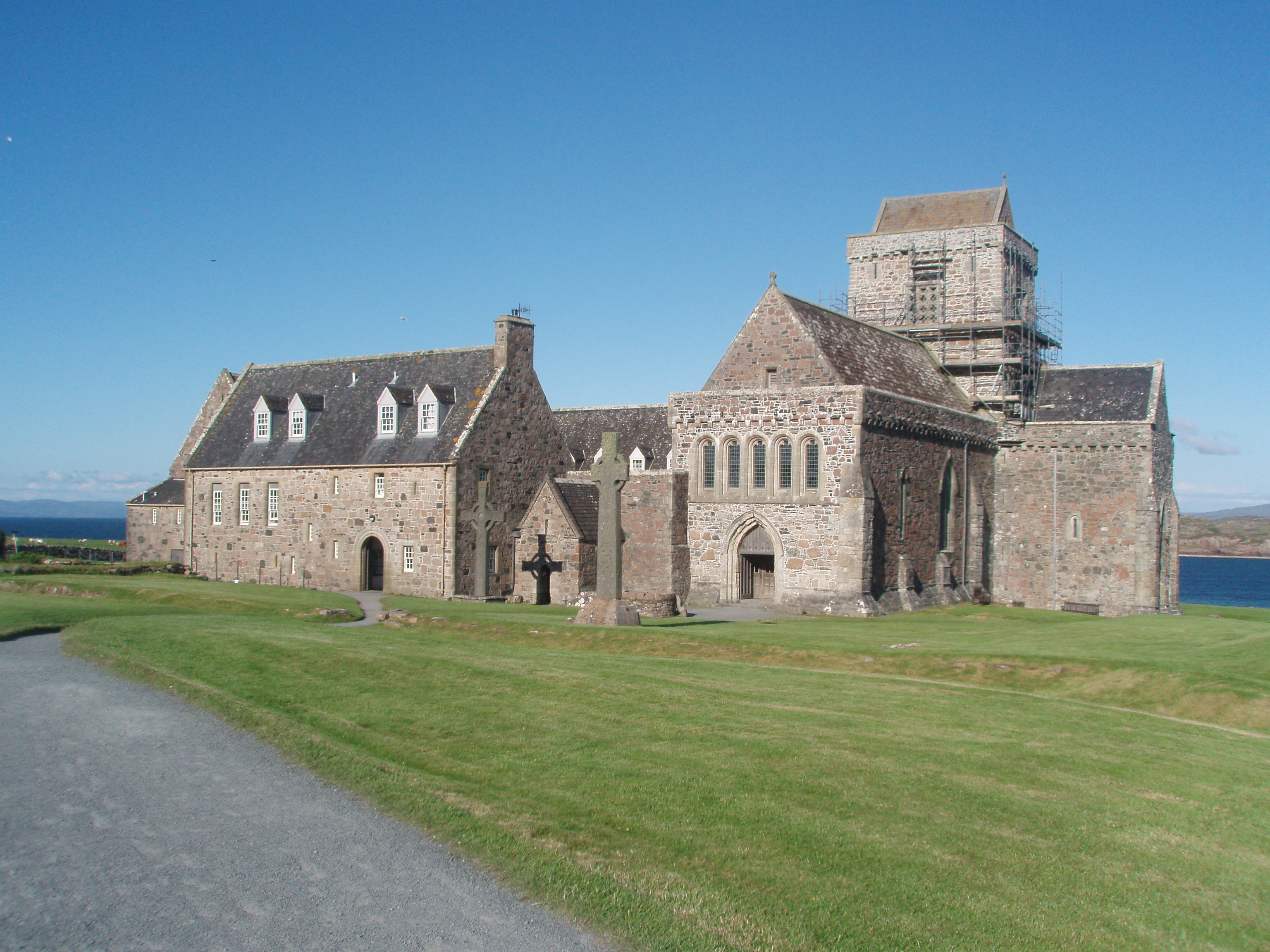
Аббатство Айона в 2011 году

В результате текстологического анализа ряда ирландских анналов — «Анналов Ульстера», «Анналов Тигернаха», «Хроники скоттов» и «Анналов Клонмакнойса» — было установлено, что в их начальных частях находятся схожие между собой записи. Эти записи, хронологически охватывающие период с VI века по середину VIII века, характеризуются большим числом сведений о событиях в северной части Британии: королевствах пиктов (Пиктии), скоттов (Дал Риаде) и англосаксов (Нортумбрии). На этом основании был сделан вывод и существовании общего для этих ирландских анналов протографа. Этот несохранившийся в оригинале исторический источник получил условное название «Хроника Айоны» по месту своего возможного создания — находившемуся на острове Айона одноимённому монастырю. Впервые такое название было использовано в 1968 году Дж. Баннерманом.
Предполагается, что «Хроника Айоны» создавалась несколькими авторами на продолжении длительного времени. В ней присутствовали как оригинальные свидетельства, так и данные из других источников, частью сохранившихся. Возможно, хроника была написана на смеси латинского и древнеирландского языков, так как термины на этих языках прослеживаются в заимствованных из неё записях ирландских анналов. Наибольшее число сведений из «Хроники Айоны» сохранилось в «Анналах Ульстера» и «Анналах Тигернаха». Сопоставление текстов ирландских анналов, а также нескольких других раннесредневековых источников, позволяет приблизительно определить содержание «Хроники Айоны» и этапы её создания.
Первые вошедшие в «Хронику Айоны» оригинальные тексты начали создаваться в Британии в первой половине V века. Их авторами, скорее всего, были монахи, приблизительно в то время начавшие христианизацию Британии и Ирландии. Возможно, «Хроника Айоны» была первыми монастырскими анналами в Западной Европе. Вероятно, как и многие другие подобные раннесредневековые сочинения, эти тексты были созданы как продолжение существовавших на континентальной части Европы всемирных хроник, таких как хроники Руфина Аквилейского и Сульпиция Севера. Предполагается, что часть «Хроники Айоны» приблизительно до 425 года полностью состояла из текстов эпохи Поздней Античности и только с того времени в неё стали добавляться записи о событиях в Британии. Источником этих записей, скорее всего, были сделанные на полях пасхальных таблиц маргиналии и распространённые в позднеантичный и раннесредневековый период такие формы «Хроники» Евсевия Кесарийского, в которых параллельно событиям из Священной истории записывались местные (например, британские или галльские) известия. Со временем количество сведений о Британии в протографе «Хроники Айоны» всё увеличивалось, а с приобретением около 550 года рукописи Колумбой записи о ней, возможно, сделались ежегодными. Предполагается, что этот святой около 563 года привёз рукопись на остров Айона, где основал одноимённый монастырь. Около 585 года он полностью переработал хронику, сведя в последовательный текст все более ранние записи. После смерти Колумбы хроника была продолжена в аббатстве местными монахами (возможно, одним из них был Адамнан). С того времени записи в «Хронику Айоны» о событиях в Британии стали вноситься сразу же, как о них становилось известно авторам труда. О том, что хроника длительное время велась именно в монастыре на острове Айона, свидетельствует большое число сведений, посвящённых этой обители в записях ирландских анналов о событиях VI—VIII веков. Вероятно, расположение аббатства вблизи границы Дал Риады и Пиктии позволяло авторам хроники быстро получать достоверную информацию о делах в этих государствах. Скорее всего, с эти связана и более точная, чем в других источниках, датировка британских событий в той части ирландских анналов, которая была основана на «Хронике Айоны». Хотя аббатство было митрополией христиан Пиктии, при описании войн между скоттами и пиктами симпатии авторов «Хроники Айоны» находились на стороне первых. Это свидетельствует о более тесных связях монастырской общины с Дал Риадой, чем с королевством пиктов.
В VII—VIII веках «Хроника Айоны» несколько раз полностью переписывалась. Одна из таких редакций датируется приблизительно 687 годом: тогда в хронику были внесены сведения из «Истории против язычников» Павла Орозия и «Хроники» Исидора Севильского. Высказывается мнение, что именно редакцию 687 года следует считать тем событием, когда ранняя часть «Хроника Айоны» приобрела окончательный вид и, следовательно, началом существования хроники как самостоятельного и позднее полностью независимого от других текстов сочинения. Однако также предполагается, что началом действительного создания «Хроники Айоны» надо считать уже текст, написанный Колумбой. Один из изводов «Хроники Айоны» рубежа VII—VIII века был известен Беде Достопочтенному, который использовал его в работе над двумя сочинениями: «О времени» (703 год) и «Об исчислении времени» (725 год). Использование ещё одного из вариантов «Хроники Айоны» отмечается в записях «Анналов Камбрии» по 613 год включительно. Около 727 года в связи с поражением Кельтской церкви в споре о дате Пасхи из «Хроники Айоны» были удалены записи, расходившиеся в этом вопросе с точкой зрения Римской церкви.
В монастыре на Айоне хроника велась приблизительно до 740-х годов, когда по точно неизвестным причинам её рукопись была перевезена в монастырь в ирландском Бангоре. Об этом свидетельствует резкое сокращение в ирландских анналах количества записей о событиях в Британии и увеличение в них числа записей о местных событиях. Возможно, перемещение рукописи хроники связано с возникшей тогда угрозой монастырю со стороны ведшего успешные войны со скоттами короля пиктов Энгуса I. Таким образом, 740-е годы считаются датой завершения «Хроники Айоны». Попав в Бангорский монастырь, «Хроника Айоны» была дополнена и продолжена, став частью нового (также несохранившегося) исторического источника — «Хроники Ирландии». Та же, в свою очередь, стала основой большинства записей ирландских анналов о событиях до начала X века.